# دان هارينجتون
دان هارينجتون (بالإنجليزية: Dan Harrington)‏ هو سياسي أمريكي، ولد في 12 فبراير 1938 في بوتي في الولايات المتحدة. حزبياً، نشط في الحزب الديمقراطي. وقد انتخب عضو مجلس ولاية مونتانا وانتخب عضو مجلس نواب مونتانا.